# ويليس وير
ويليس وير (بالإنجليزية: Willis Ware)‏ هو عالم حاسوب أمريكي، ولد في 31 أغسطس 1920 في اتلانتيك سيتي في الولايات المتحدة، وتوفي في 22 نوفمبر 2013 في سانتا مونيكا في الولايات المتحدة.